# Paragonia procidaria
Paragonia procidaria là một loài bướm đêm trong họ Geometridae.